# Cip l'arcipoliziotto
Cip l'arcipoliziotto (također se piše kao "Cip l'arcipoliziottto" ili "l'arcipoliziotto Cip") naslovni je lik serije stripova.
Strip je 1945. stvorio Benito Jacovitti
To je otkačena parodija na tradicionalnu krimi-noir književnost. U njemu se pojavljuje mali ćelavi detektiv koji uz pomoć njegove odane pomoćnice Galline ("Piletina") pokušava uhvatiti Zagara, crno odjevenog kriminalca koji je stručnjak za maskiranje.
Stripovi su objavljeni u strip časopisima Il Vittorioso, Gli Albi del Vittorioso i Il Giornalino. Cip, Gallina i Zagar također su se ponavljali u Diarijalu Vittu, ilustriranom dnevniku koji je Jacovitti vodio svake godine od 1942. do 1980.